# Opisthion

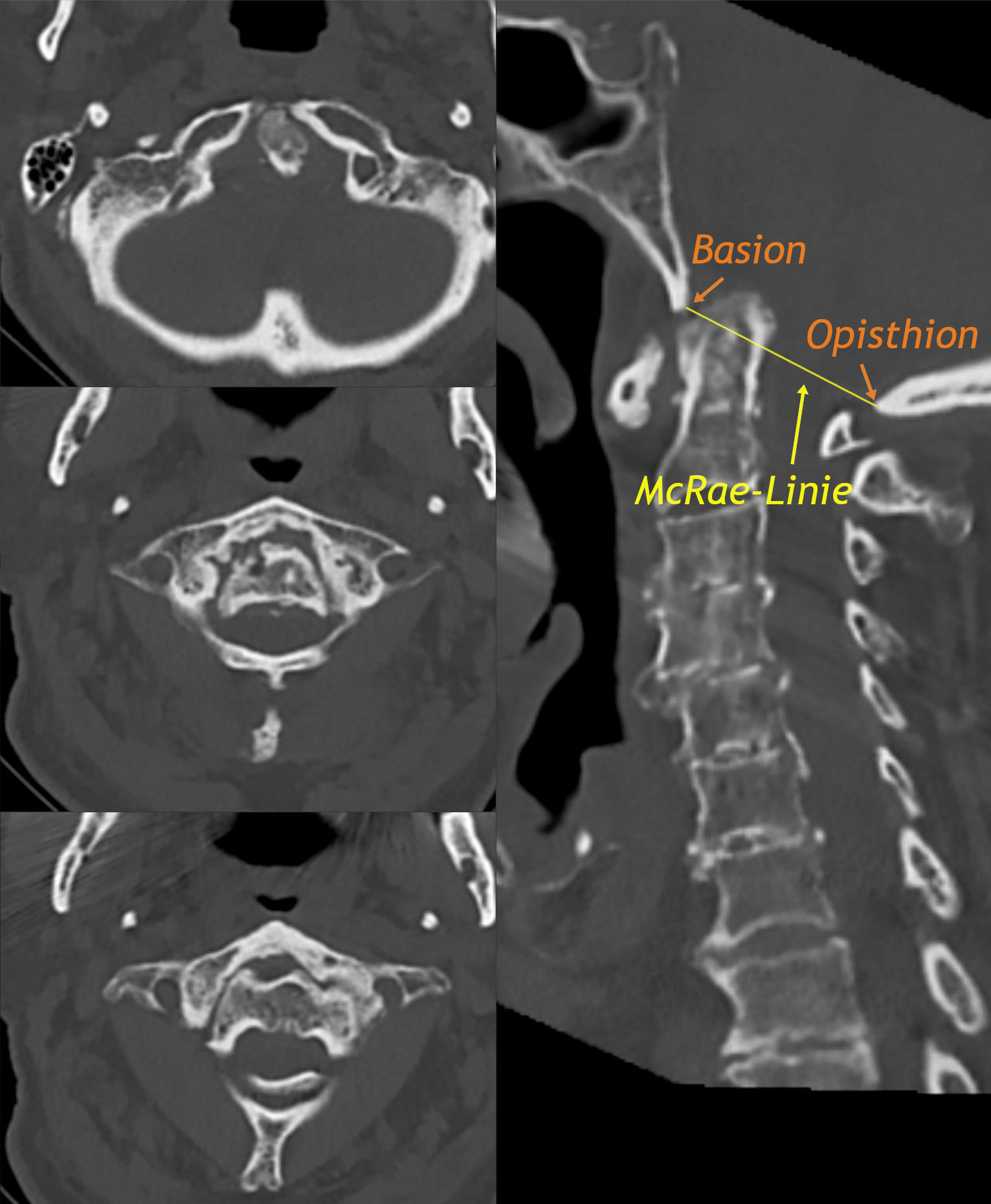
Basion, Opisthion und McRae-Linie bei einem Fall von basilärer Impression wohl als Folge einer rheumatoiden Arthritis.

Opisthion ist eine anatomische Bezeichnung für den hinteren (dorsalen) Mittelpunkt des großen Hinterhauptlochs (Foramen magnum) an der Schädelbasis. Es wird als anatomische Landmarke für Messungen am Schädel benutzt. So wird beispielsweise der Tiefstand der Kleinhirntonsillen bei der Chiari-Malformation anhand einer Referenzlinie (McRae-Linie) zwischen Basion und Opisthion bestimmt. Auch das Ausmaß einer basilären Impression kann mit Hilfe dieser Landmarken bestimmt werden.